# ساندرا رودريغيز
ساندرا رودريغيز (بالإسبانية: Sandra Rodriguez) (12 أبريل 1974 - ) هي لاعبة كرة طائرة بيروفية. شاركت في الألعاب الأولمبية الصيفية 1996.

## وصلات خارجية
- ساندرا رودريغيز على موقع IMDb (الإنجليزية)

- ساندرا رودريغيز على موقع أوليمبيديا (الإنجليزية)